# Northleach
Northleach är en ort i civil parish Northleach with Eastington, i distriktet Cotswold, i grevskapet Gloucestershire i England. Orten ligger i området Cotswolds och hade 1 854 invånare (2011). Northleach var en civil parish fram till 1950 när blev den en del av Northleach with Eastington. Civil parish hade 596 invånare år 1931. Northleach nämndes i Domedagsboken (Domesday Book) år 1086, och kallades då Lecce.